# Torentul Kiszyniów
Torentul Kiszyniów (rum. Fotbal Club Torentul Chișinău) – mołdawski klub piłkarski z siedzibą w Kiszyniowie, występujący w latach 1992–1996 w Divizia Națională.

## Historia
Chronologia nazw:
- 1953—1991: Dinamo Kiszyniów
- 1992—1993: Dinamo-Codru Kiszyniów
- 1993—1994: Dinamo Kiszyniów
- 1993—1996: Torentul Kiszyniów

Klub piłkarski Dinamo Kiszyniów powstał w 1953 roku po tym, jak poprzednie Dinamo zmieniło nazwę w 1950 na Burevestnic Kiszyniów. W 1953 Dinamo startowało w rozgrywkach Pucharu ZSRR (razem z Burevestnicem). Do uzyskania niepodległości Mołdawii występował w rozgrywkach lokalnych. W 1992 zmienił nazwę na Dinamo-Codru Kiszyniów i debiutował w Wyższej Lidze Mołdawii. W 1993 powrócił do Dinamo Kiszyniów, a w 1994 przyjął obecną nazwę. W sezonie 1995/96 zajął spadkowe 13. miejsce, przegrał w barażach o utrzymanie się w lidze z CSA Victoria Cahul i został zdegradowany do Divizia A. Ale przed startem nowego sezonu klub wycofał się z rozgrywek i został rozwiązany.

## Sukcesy
- 7 miejsce w Divizia Națională: 1992, 1993/94
- finalista Pucharu Mołdawii: 1992/93